# Karta Polaka

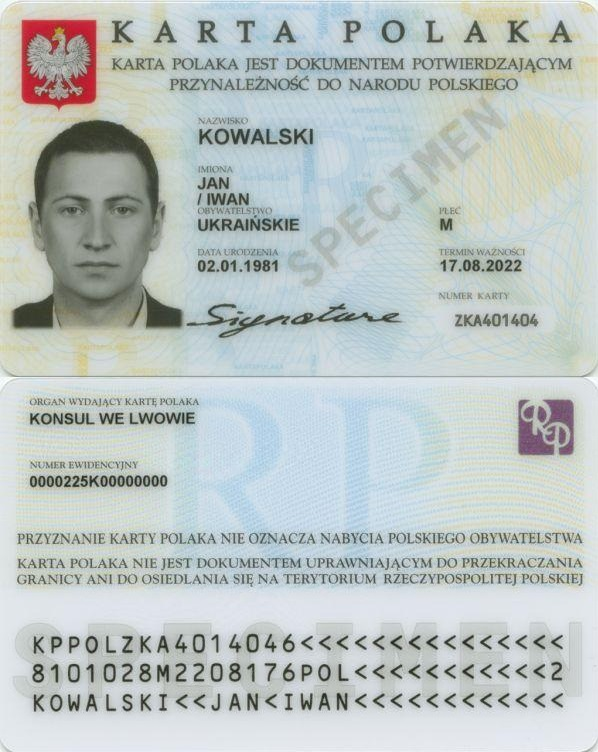
Karta Polaka – exemple de document.

Prévalence de la demande de Karta Polaka en Europe de l'Est en 2020.

La Karta Polaka, (un nom qui signifie littéralement « Carte Polonaise » ou « Carte du Polonais »), est un document confirmant l'appartenance à la nation polonaise, qui peut être délivré aux personnes ne pouvant pas obtenir la double nationalité dans leur propre pays bien qu'appartenant à la nation polonaise dans les conditions définies par la loi ; et qui n'ont pas la nationalité polonaise antérieure ou l'autorisation de résider en Pologne. Elle a été établie par une décision du Parlement polonais du 7 septembre 2007 appelée loi sur la carte polonaise (Ustawa o Karcie Polaka, Dz.U. 2007 n° 180/1280), qui précise les droits du titulaire de la carte, les règles d'obtention, la perte de validité et l'annulation de la carte, ainsi que la compétence des institutions et procédures de l'administration publique dans ces cas. La loi est entrée en vigueur le 29 mars 2008.
Initialement, la carte pouvait être obtenue par les personnes qui n'avaient pas la citoyenneté polonaise ou un permis de séjour en Pologne et qui étaient citoyens des États de l'ex-Union soviétique : Arménie, Azerbaïdjan, Biélorussie, Estonie, Géorgie, Kazakhstan, Kirghizistan, Lituanie, Lettonie, Moldavie, Russie, Tadjikistan, Turkménistan, Ukraine et Ouzbékistan. Depuis 2019, la carte peut être délivrée aux citoyens de tous les États (à l'exception de la Pologne).
La carte peut être délivrée à une personne qui déclare appartenir à la « nation polonaise » et remplit les conditions suivantes :
- démontrer un lien avec la polonité par au moins une connaissance de base de la langue polonaise, qui doit être considérée comme une langue maternelle, avec la connaissance et la culture des traditions et coutumes polonaises ;
- en présence du consul polonais ou d'un membre autorisé d'une organisation polonaise, présenter une déclaration écrite d'appartenance à « la nation polonaise » ;
- prouver qu'au moins un des parents ou grands-parents ou deux arrière-grands-parents était de nationalité polonaise ou possédait la nationalité polonaise.